# Zoológico de Atlanta

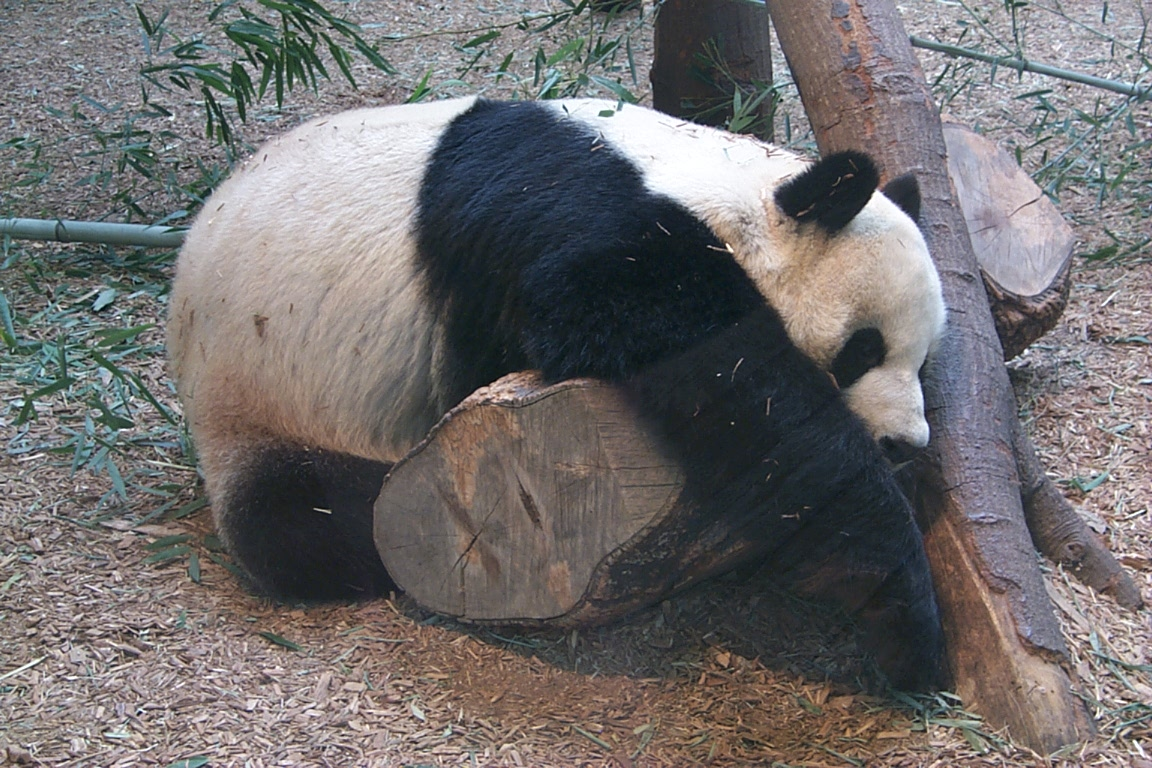
Panda en el Zoo Atlanta

Zoo Atlanta el jardín zoológico de Atlanta, Georgia, Estados Unidos. Zoo Atlanta es un miembro de la Association of Zoos and Aquariums. Zoo Atlanta tiene pandas, incluyendo "Po," un panda que nació en Zoo Atlanta ("Po" es un personaje de Kung Fu Panda). Zoo Atlanta está abierto todos los días de 9:00 a. m. a 3:30 p. m.